# Declaració de París
La Declaració de París va ser una declaració sobre el dret marítim europeu en temps de guerra realitzada a París, França, el 16 d'abril de 1856. L'objectiu principal d'aquesta declaració va ser tractar el tema dels corsaris.

## Història
Després de la signatura el 30 de març de 1856 del Tractat de París, que va posar fi a la Guerra de Crimea, els plenipotenciaris dels diferents estats van fer pública la Declaració. Va ser el resultat d'un modus vivendi entre França i el Regne Unit, que va ser la Guerra de Crimea. Les dues potències van acordar no confiscar els béns o mercaderies enemigues presents en vaixells neutrals i no confiscar béns de països neutrals que poguessin trobar-se en vaixells enemics. De la mateixa manera, es van comprometre a no atorgar patents de cors.
La Declaració de París va confirmar aquests acords i va afegir el principi que perquè un bloqueig fos obligatori, havia de ser efectiu. Pràcticament tots els estats es van adherir a aquesta declaració. Els Estats Units van retirar la seva adhesió formal el 1857, ja que la seva esmena, presentada pel secretari d'Estat William L. Marcy, no va ser acceptada. Malgrat això, EUA va anunciar que respectaria els principis de la Declaració durant possibles hostilitats, com va passar a la Guerra Hispano-estatunidenca. Les normes presents en aquesta declaració es van considerar més tard com a part del Dret internacional, i fins i tot els Estats Units segueixen les seves disposicions.